# اچ‌ام‌اس آکتیو (اف۱۷۱)
اچ‌ام‌اس آکتیو (اف۱۷۱) (به انگلیسی: HMS Active (F171)) یک کشتی است که طول آن ۳۸۴ فوت (۱۱۷ متر) می‌باشد. این کشتی در سال ۱۹۷۲ ساخته شد.